# Siemensstadt
Siemensstadt es una localidad (Ortsteil) de Berlín en el distrito (Bezirk) de Spandau. Junto a esta localidad se encuentra la urbanización Großsiedlung Siemensstadt  una comunidad residencial. Es uno de los seis complejos de viviendas modernistas de Berlín, reconocido en julio de 2008 por la UNESCO como Patrimonio de la Humanidad.

## Historia
La localidad surgió cuando la compañía Siemens & Halske (S & H), una de las predecesoras de la actual Siemens AG, compró tierras en el área, para expandir la producción de S & H y también de su filial Siemens-Schuckertwerke (SSW). Por iniciativa de Georg Wilhelm von Siemens, S & H comenzó a construir nuevas fábricas en 1899. Pronto también se erigieron edificios residenciales. La localidad fue incorporada en Berlín el 1 de octubre de 1920 por la Ley del Gran Berlín. Para la construcción de los apartamentos se formó un grupo de trabajo de varios arquitectos, entre ellos Hans Scharoun y Walter Gropius. Cada arquitecto podía diseñar filas de casas de forma individual, para que el resultado general fuera variado y se representaran diversas formas de edificios. El responsable de agrupar los elementos individuales fue Scharoun, que también se encargó de adaptar la estructura de los espacios a las circunstancias del terreno y hacer que el diseño encajara con el ideal del barrio. El sol, la luz y el aire eran elementos importantes para el diseño del conjunto residencial.

## Geografía
Siemensstadt está situado en el lado este del distrito de Spandau. Limita con Spandau (localidad), Haselhorst, Tegel (en Reinickendorf), Charlottenburg-Nord y Westend (ambos en Charlottenburg-Wilmersdorf). El Großsiedlung Siemensstadt está situado cerca de Siemensstadt, pero en Charlottenburg-Nord.

## Galería

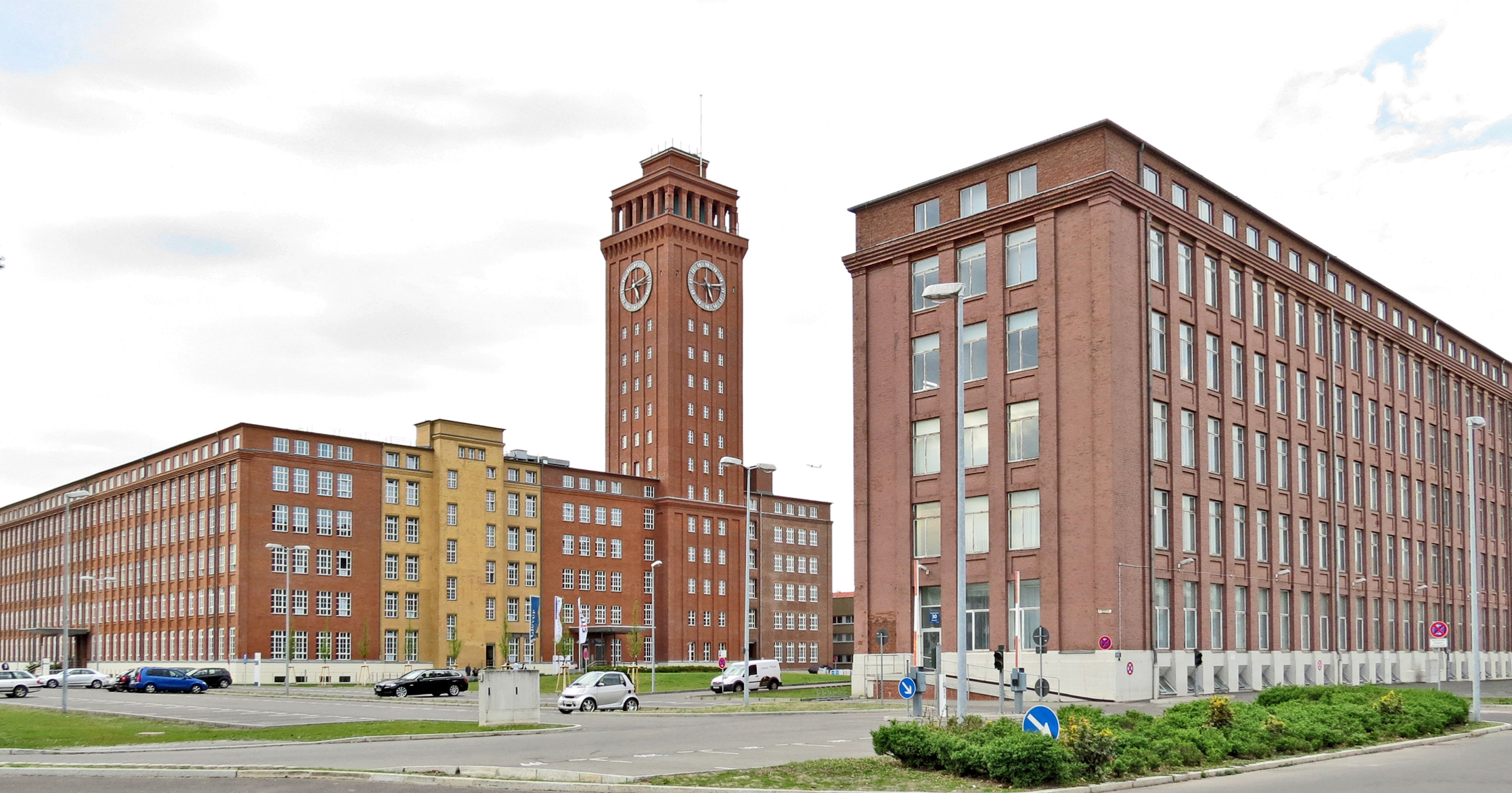
Siemens-Tower
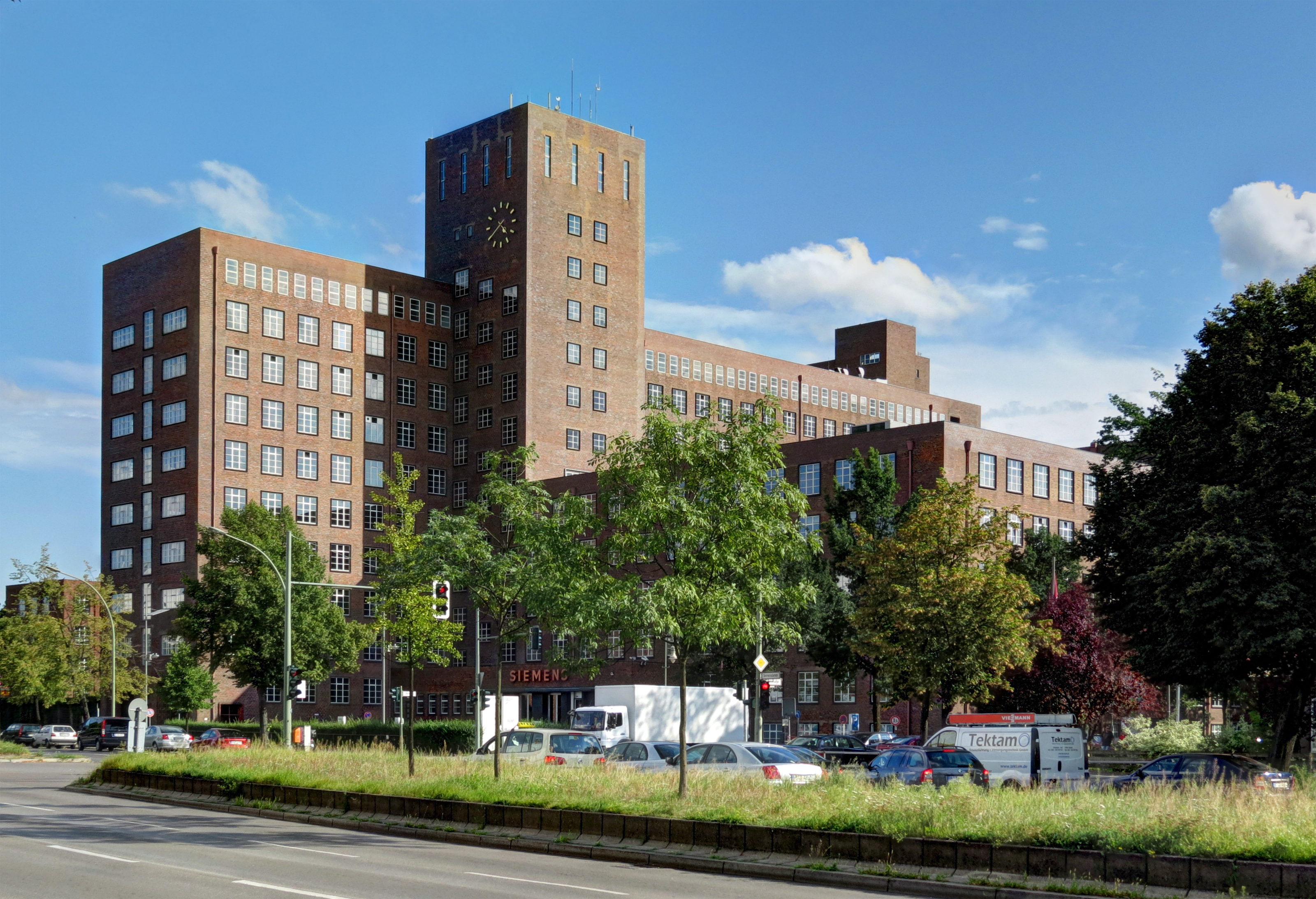
Wernerwerk (Werner's Factory)
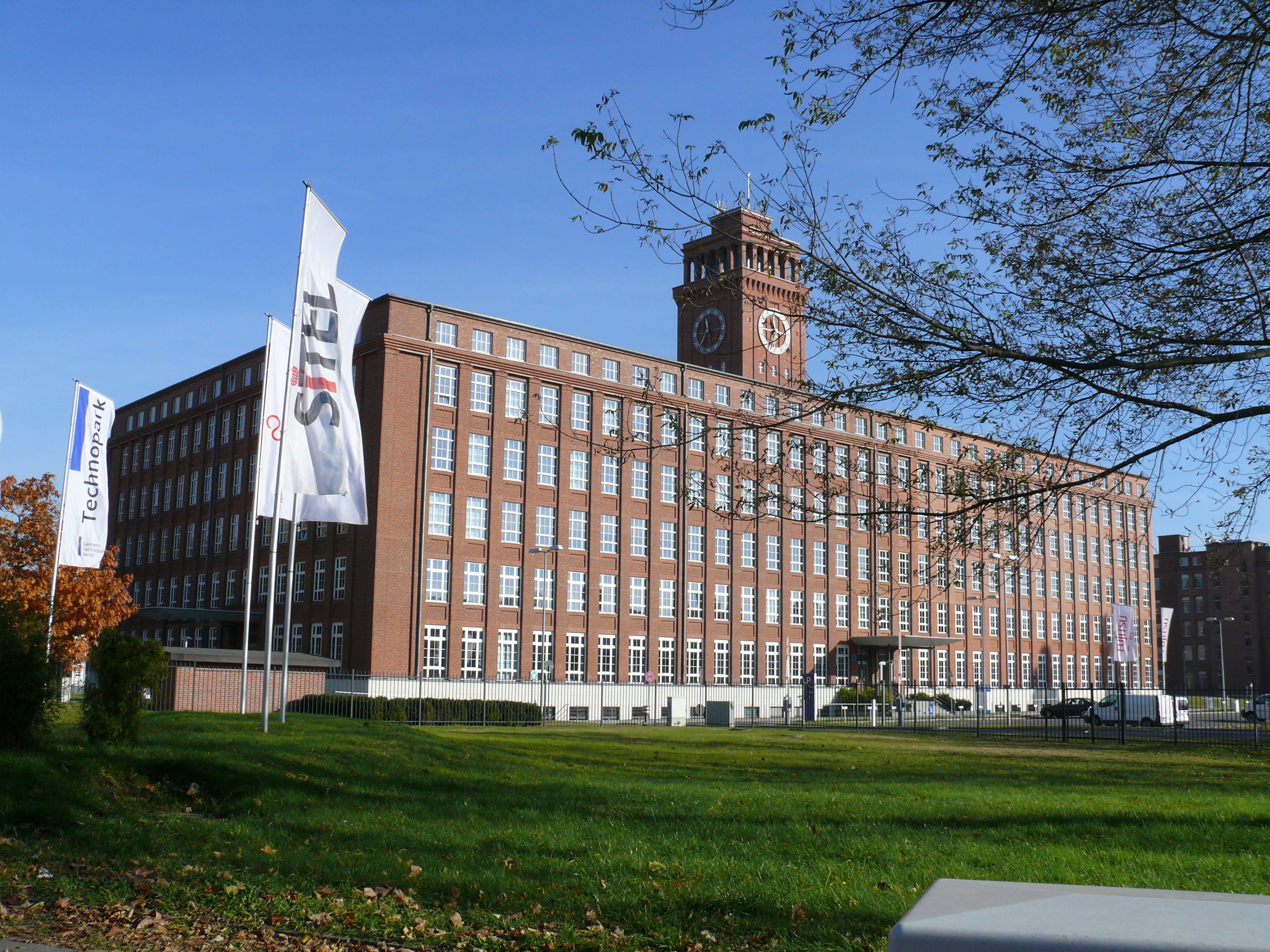
Wernerwerk II
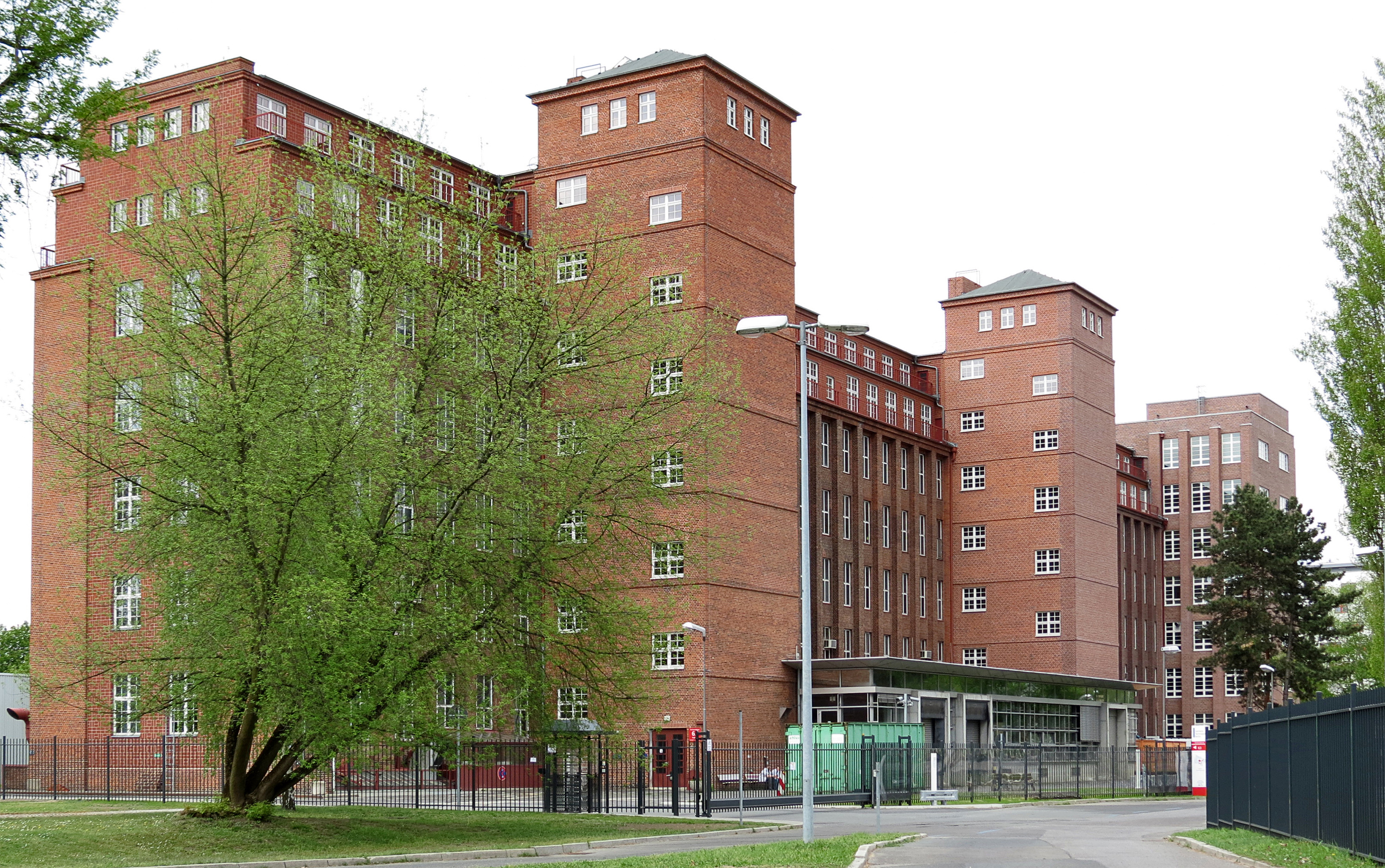
Wernerwerk XV
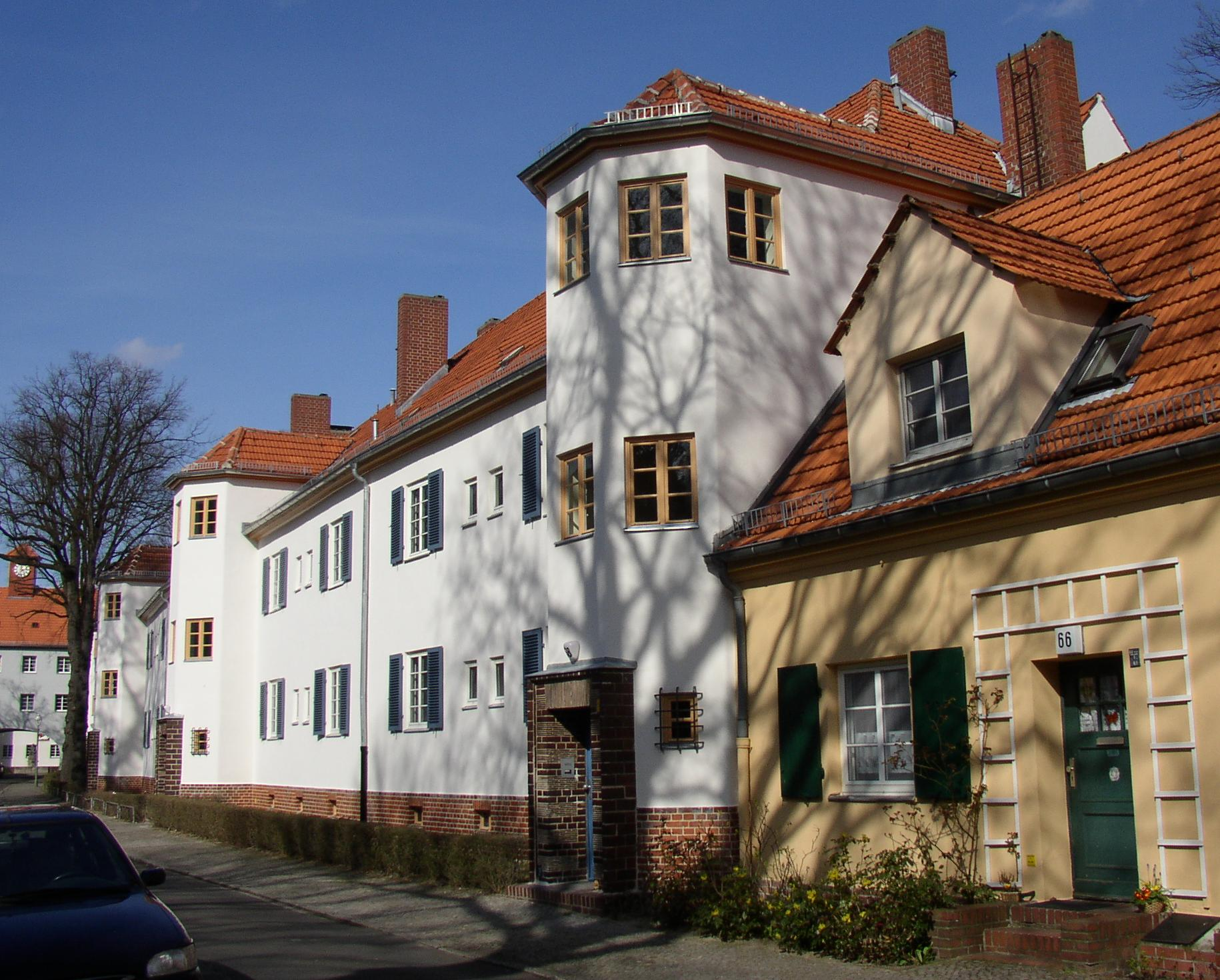
Rapsstrasse, northern part
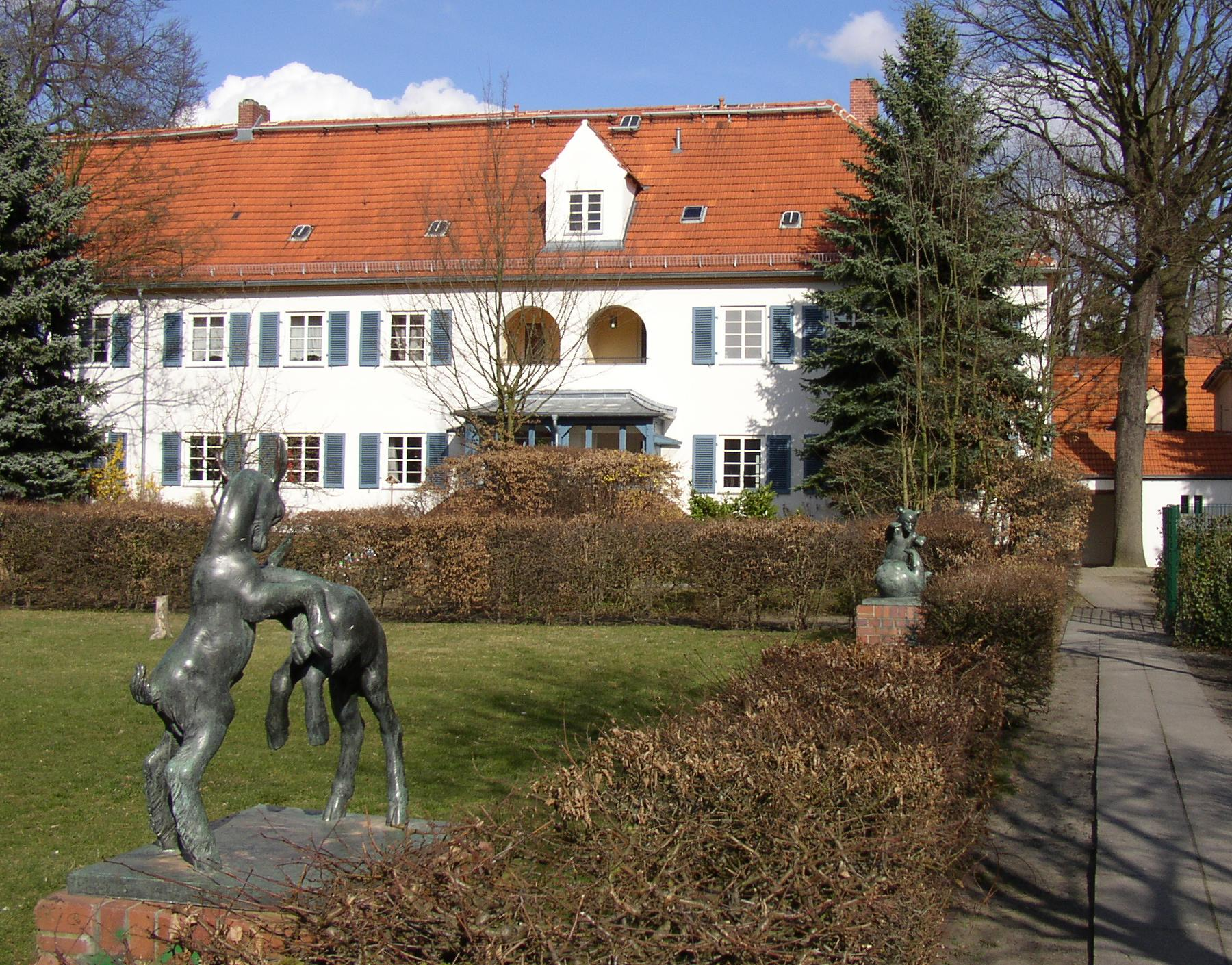
Rapsstrasse
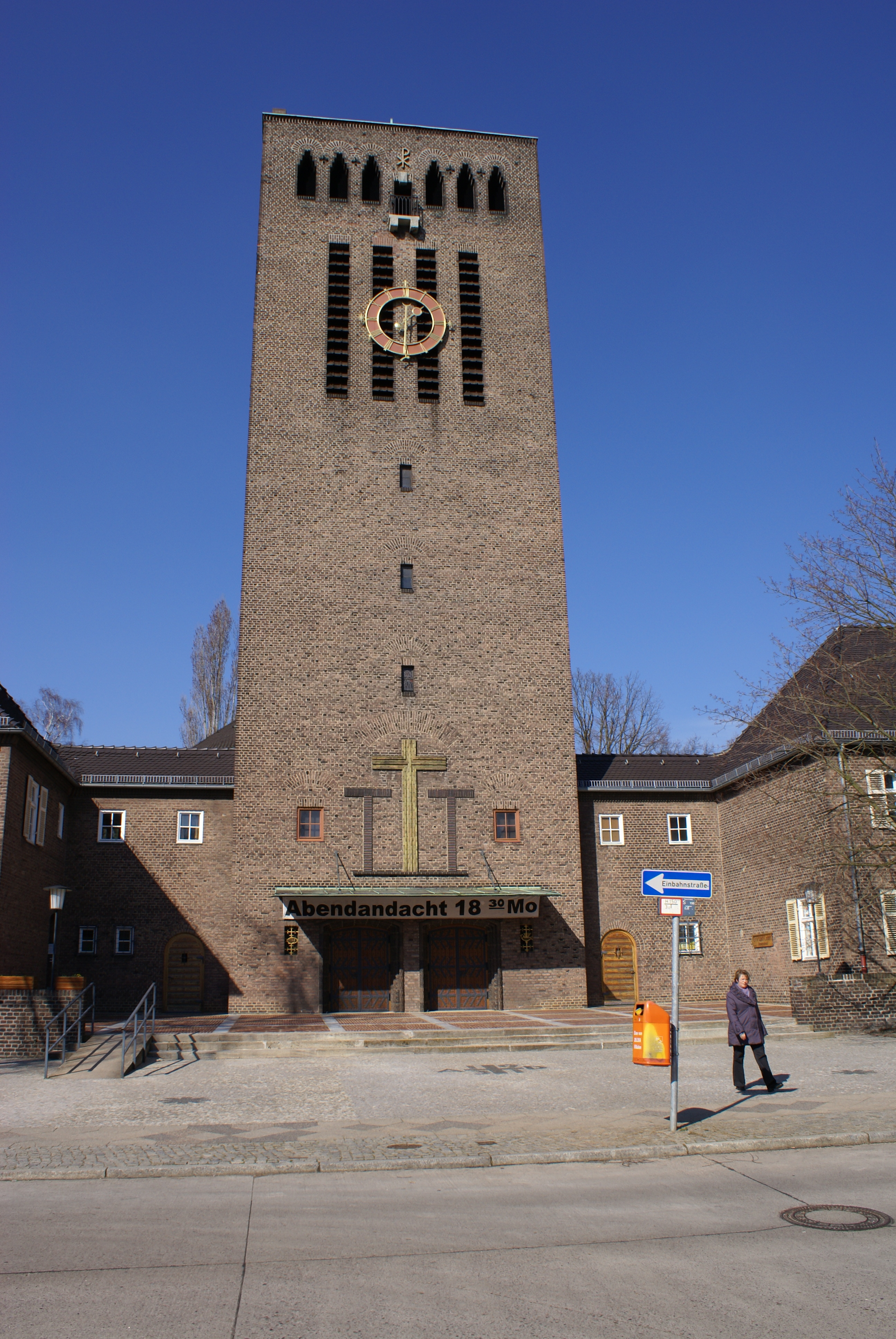
Christophorus Church
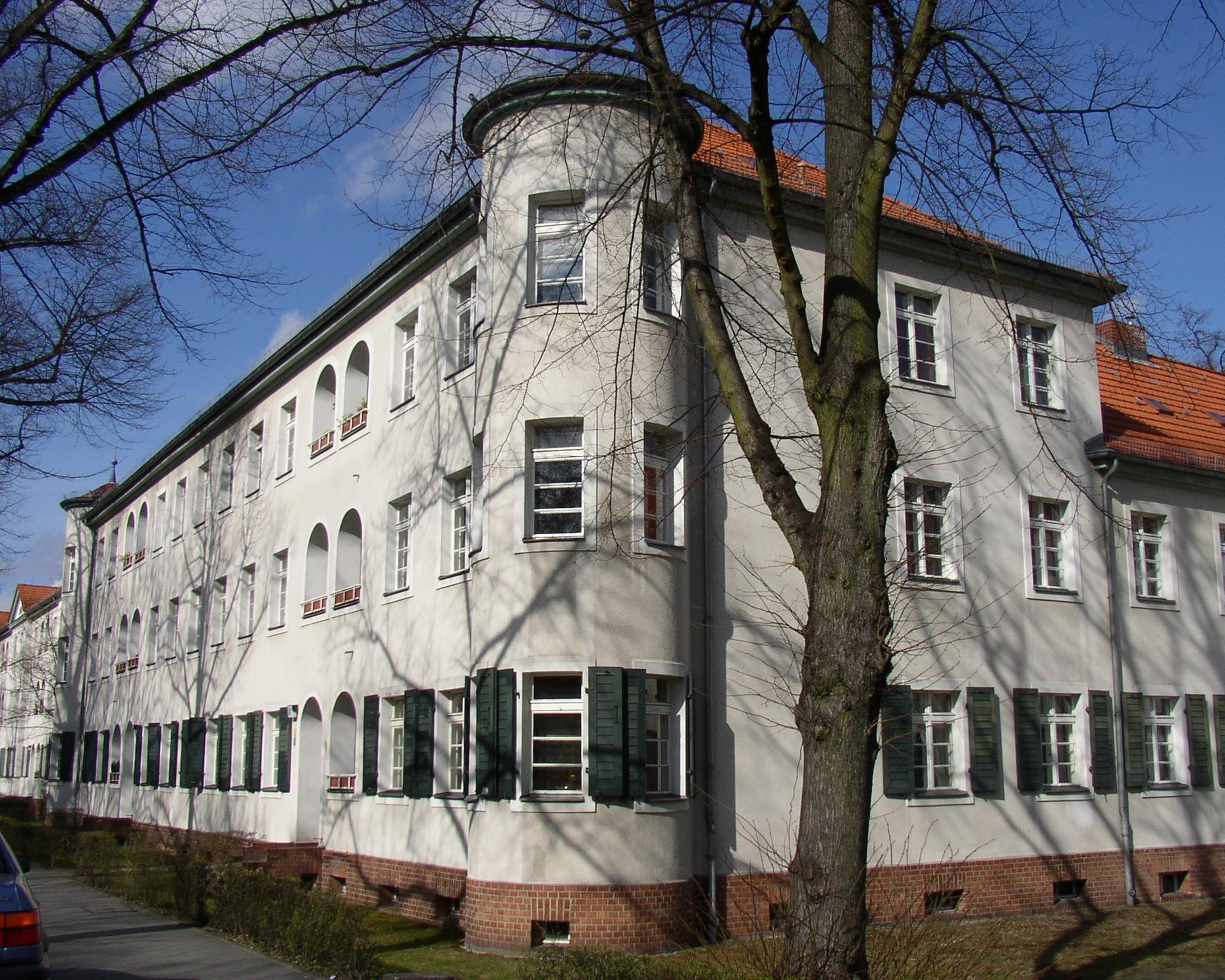
Rohrdamm
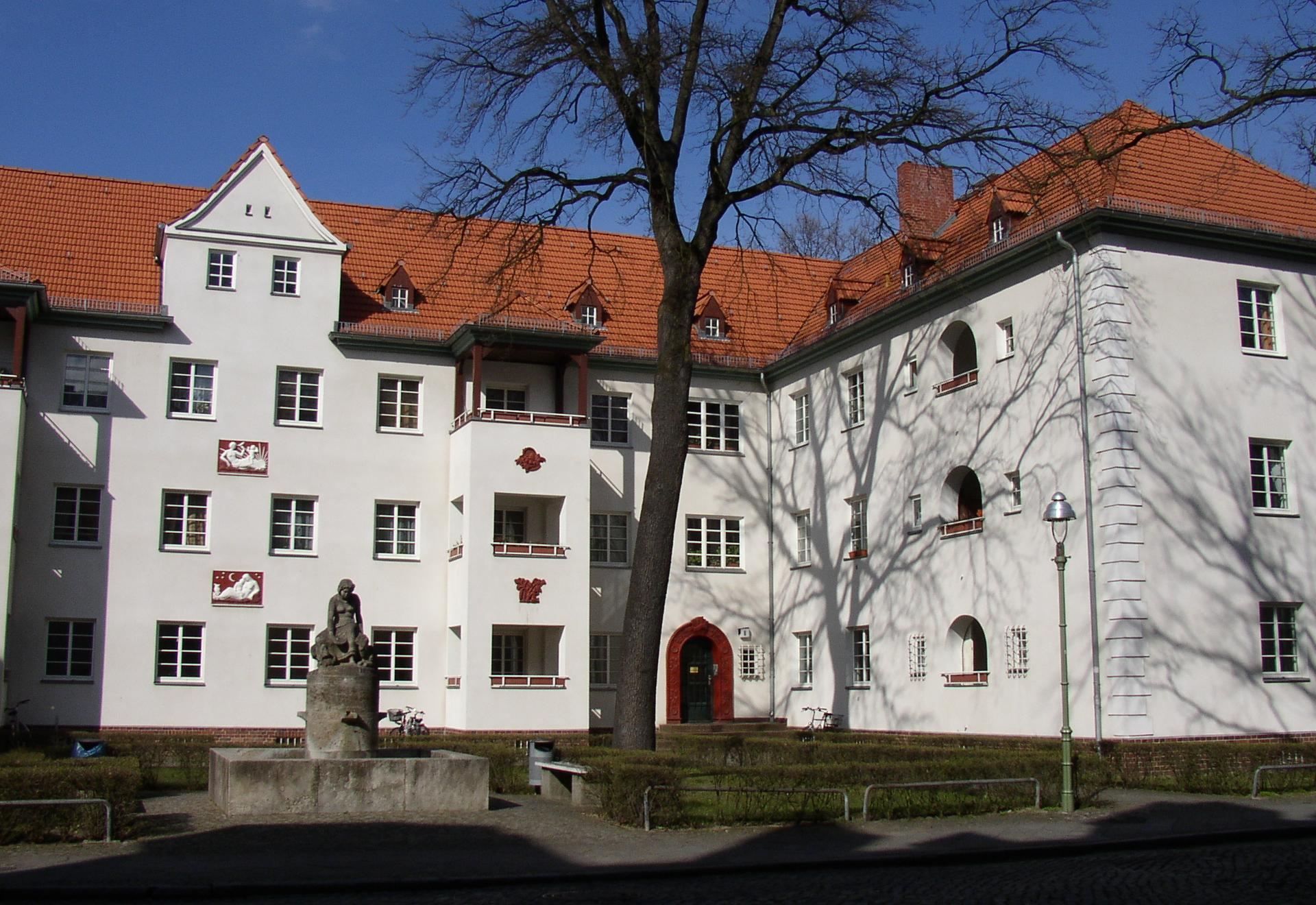
Genoveva-Fountain
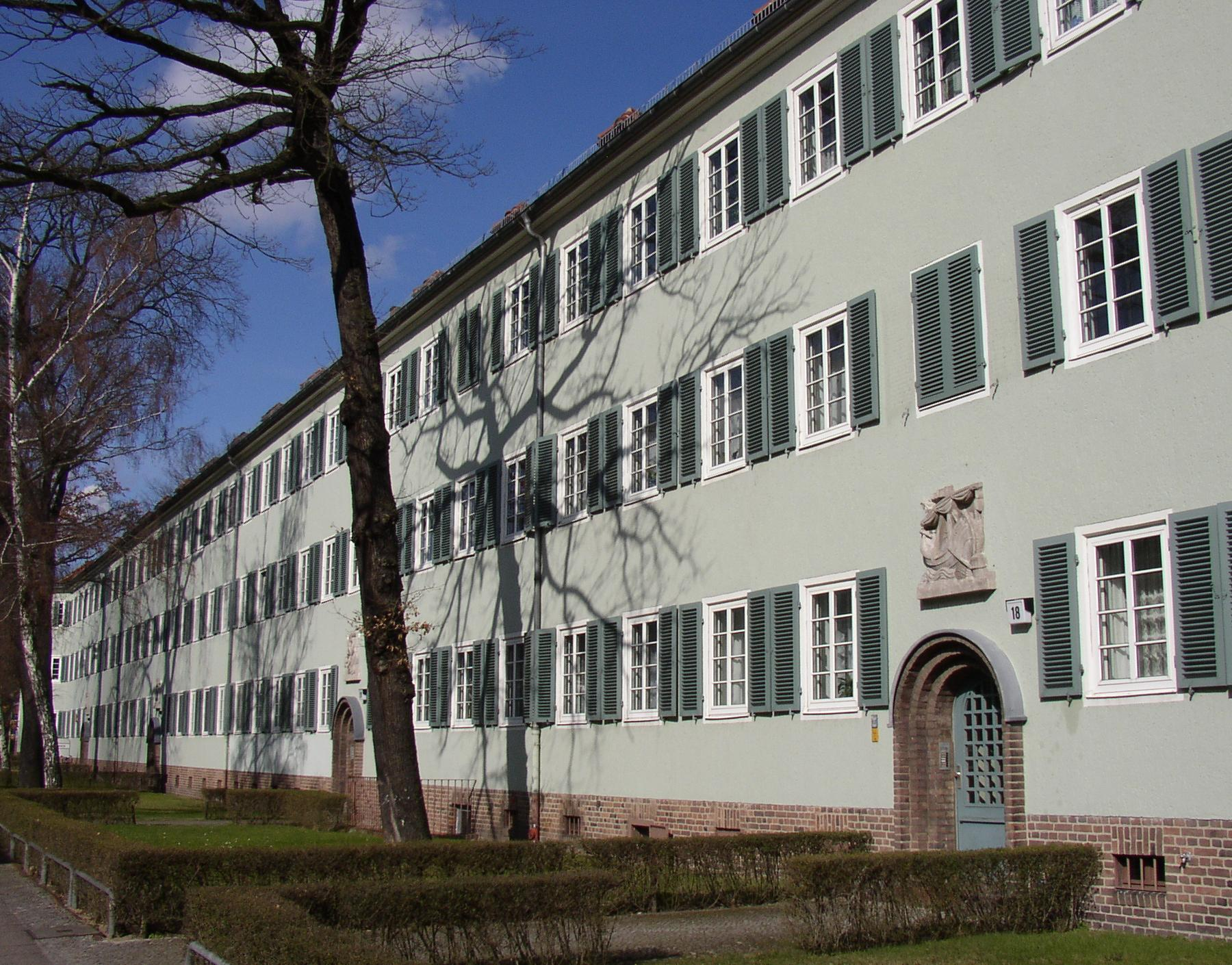
Rieppelstrasse
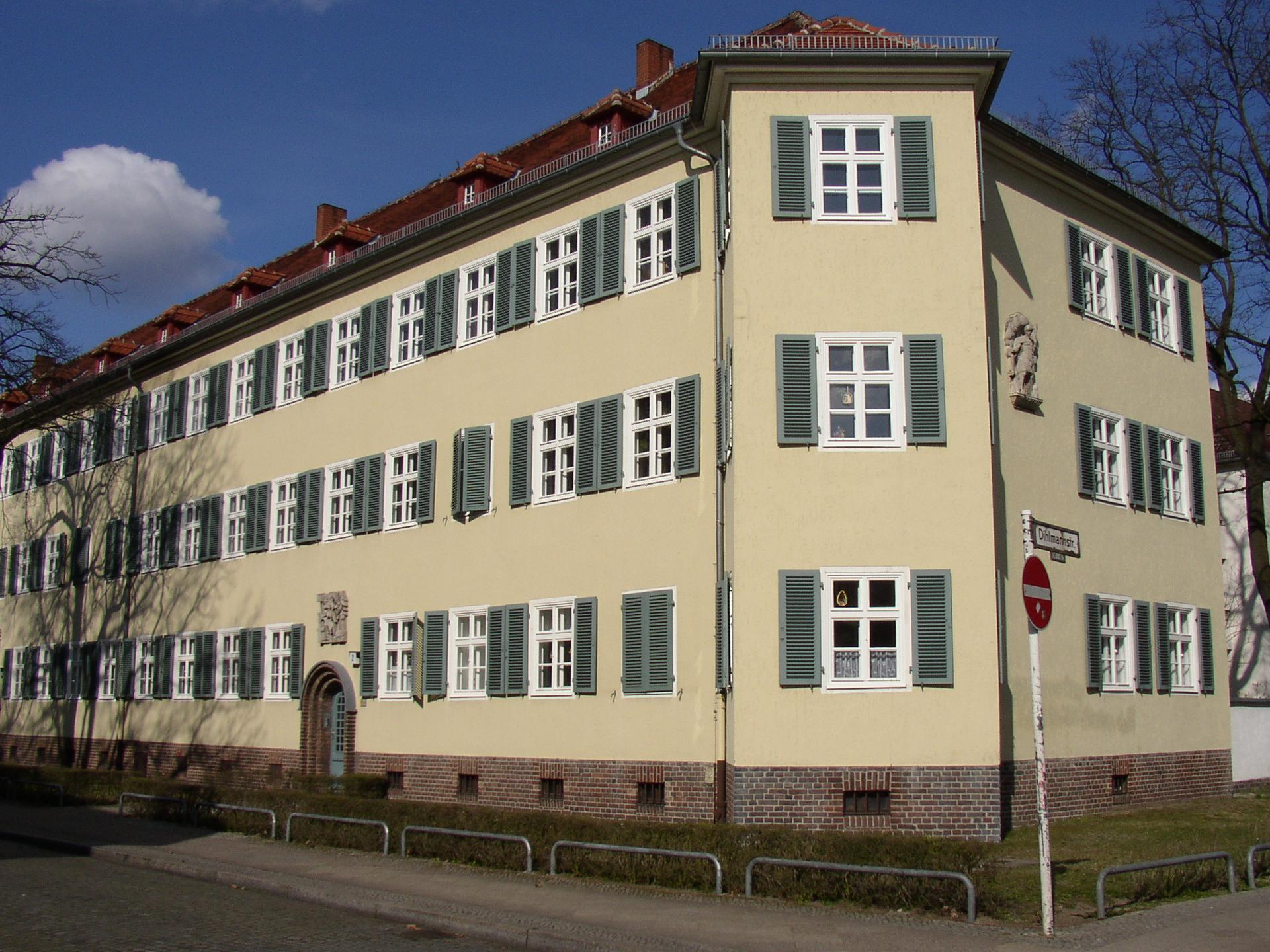
Rieppel- Ecke Dihlmannstrasse
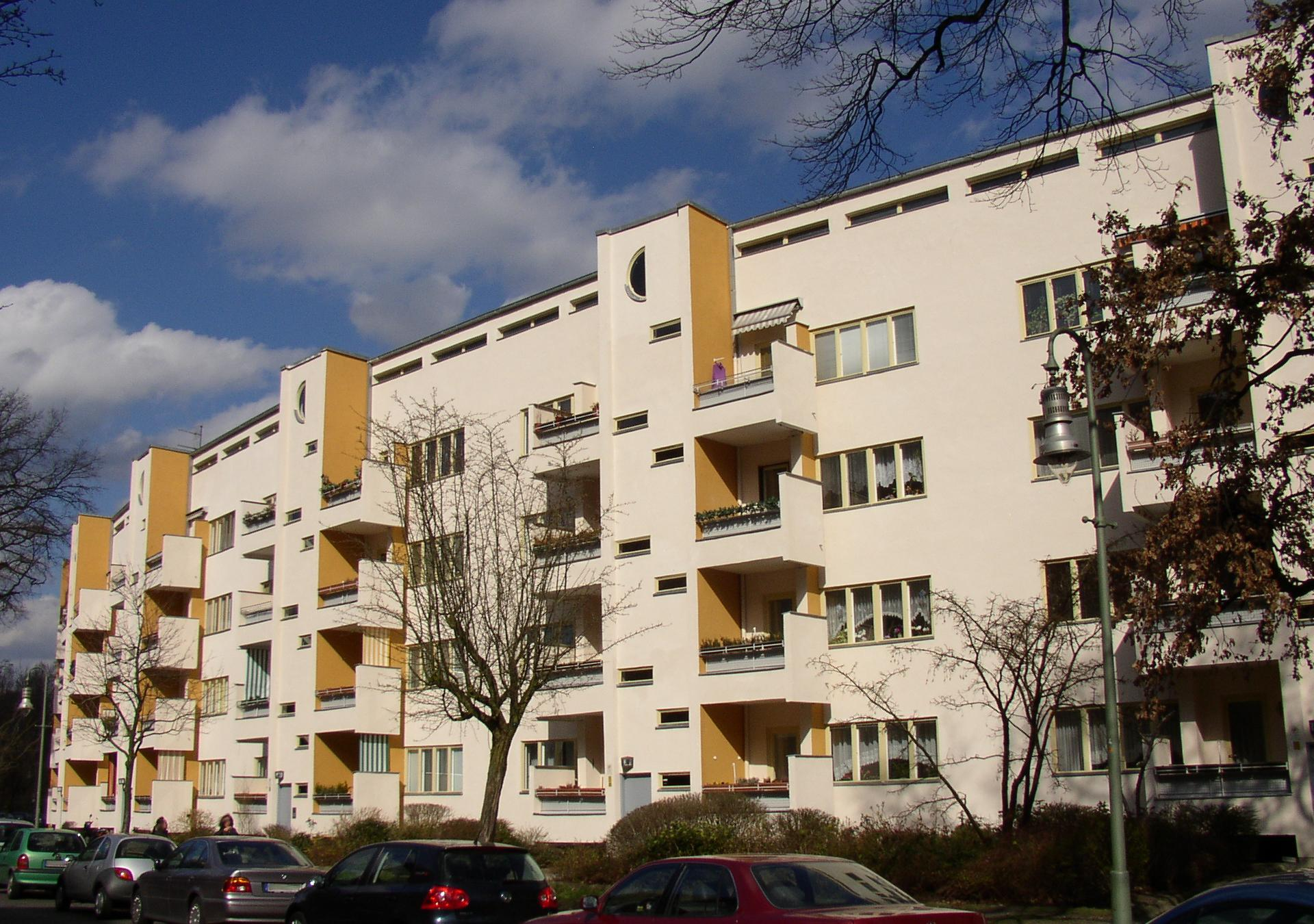
Maeckeritzstrasse